# حصة التوريد

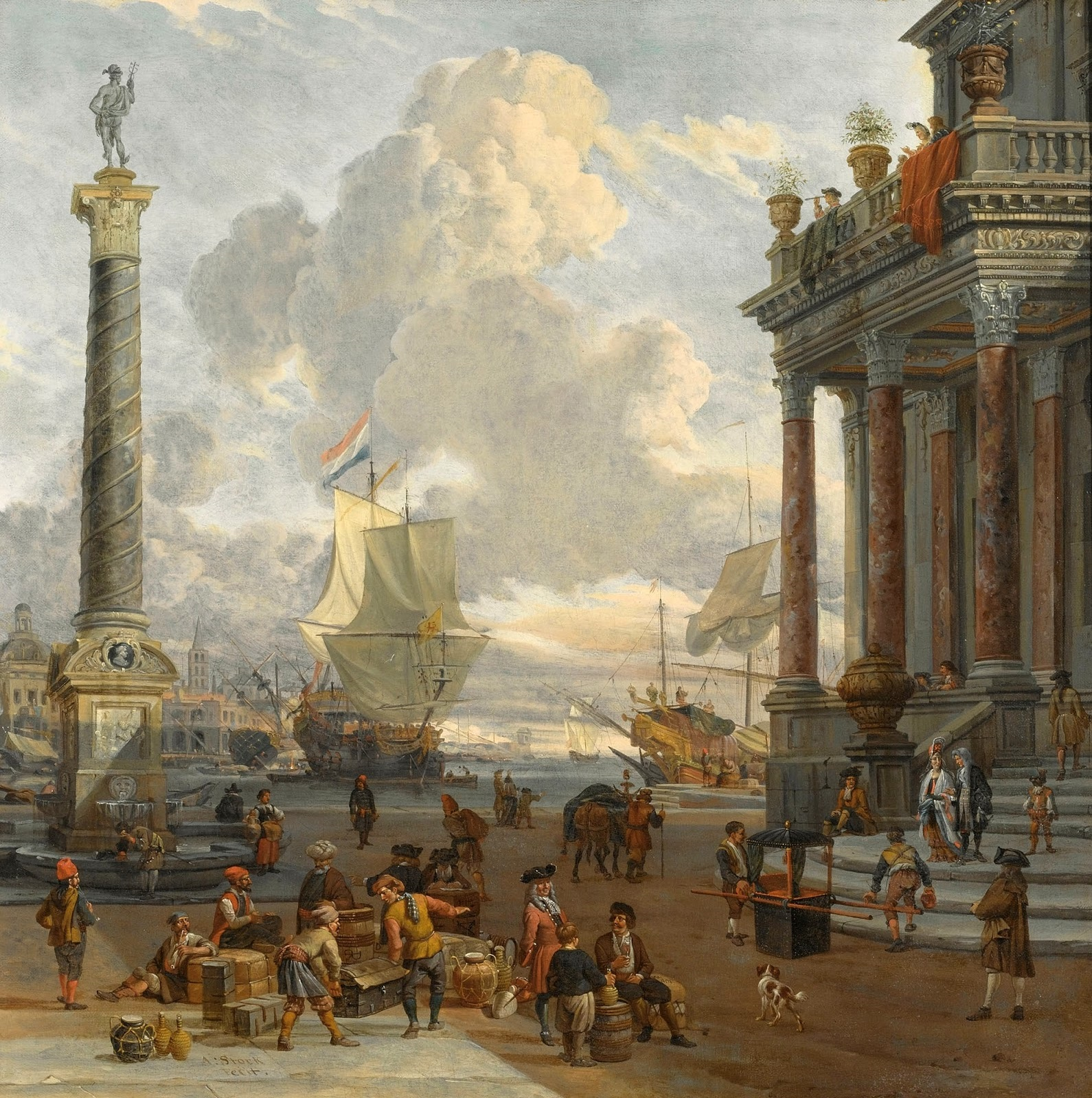

حصة التوريد أو الكوتا هي الكمية من البضائع المسموح استيرادها بتعريفة منخفضة جرى التفاوض عليها في اتفاقية تجارية. تندرج حصة التوريد ضمن القيود التجارية الحمائية.

## الهدف
الهدف من حصة التوريد هي التقليل من الموارد المستوردة ودعم الموارد المصنعة محلياً.